# Taste the Feeling
«Taste the Feeling» es una canción del DJ sueco Avicii y el compositor australiano, Conrad Sewell. La canción fue lanzada como descarga digital en marzo de 2016. La pista es un sencillo promocional que Coca-Cola lanzó para su nueva campaña "Taste the Feeling", además de que formará parte de la Banda Sonora de la Eurocopa 2016.

## Antecedentes
Avicii , dijo en un comunicadoː
"Significa mucho para mí, el estar implicado en este proyecto. Cuando Coca - Cola me propuso hacer su himno para la Eurocopa de 2016, me di cuenta de que iba a ser muy divertido y una manera creativa de hacer una pista que conectaría con una de las competiciones de fútbol más grandes del mundo" . 
Sewell dijoː
"Trabajar con Avicii fue maravilloso. Es un chico genuino, con un talento increíble. Siempre he sido fanático de su producción artística. Pasar tiempo con él en su estudio en Suecia, fue otra cosa fantástica, porque nos dio la oportunidad de tener un muy buen ambiente y llegar a conocernos mutuamente. Tuvimos la oportunidad de excavar y hacer la canción con un gran equilibrio entre nuestras dos firmas musicales, y se siente como que hemos creado algo que de lo que los dos deberíamos estar orgullosos y podemos estar seguros de que es una gran pieza musical, y esperar a que sea un hit "

## Lista de sencillos
| Descarga digital |                     |          |  |
| N.º              | Título              | Duración |  |
| 1.               | «Taste the Feeling» | 3:11     |  |

## Créditos y personal
- Productors – Avicii
- Letra – Conrad Sewell
- Discográfica – Avicii Music / Universal Music Group

## Posicionamiento
| Listas (2016)                  | Mejor posición |
| ------------------------------ | -------------- |
| Austria (Ö3 Austria Top 40)    | 17             |
| Croatia (Hot Urban Hits Chart) | 2              |
| Francia (SNEP)                 | 136            |
| Alemania (Media Control AG)    | 53             |
| Letonia (Latvijas Top 40)      | 40             |
| Suecia (Sverigetopplistan)     | 60             |